# Mischotetrastichus
Mischotetrastichus is een geslacht van vliesvleugeligen uit de familie Eulophidae. De wetenschappelijke naam van dit geslacht is voor het eerst geldig gepubliceerd in 1987 door Graham.

## Soorten
Het geslacht Mischotetrastichus omvat de volgende soorten:
- Mischotetrastichus borneichus Narendran & Lambert, 2006
- Mischotetrastichus danilovitschae Kostjukov, 2000
- Mischotetrastichus fuscicornis Kamijo & Ikeda, 1997
- Mischotetrastichus nadezhdae (Kostjukov, 1977)
- Mischotetrastichus petiolatus (Erdös, 1961)
- Mischotetrastichus reticulatus Kamijo & Ikeda, 1997
- Mischotetrastichus yamagishii Kamijo & Ikeda, 1997